# Cash Money Records
Cash Money Records est un label discographique de hip-hop américain fondé par le rappeur Bryan « Birdman » Williams et son frère Ronald « Slim » Williams. Le label compte des artistes comme Blueface, Austin Mahone, Nicki Minaj, et Caskey.

## Histoire

### Lancement (1991–1999)
Le premier artiste du label, Kilo-G, publie The Sleepwalker en 1992. Durant les quatre années suivantes, Cash Money distribue les albums des artistes locaux comme Pimp Daddy, U.N.L.V., Ms.Tee, Mr.Ivan, Lil' Slim, B.G., entre autres, et vend des centaines de milliers d'albums sans avoir sortie aucun clip vidéo ou avoir eu un hit au Billboard. Le succès arrive enfin en 1997 quand les « stars » du label, B.G., Hot Boys et Juvenile en particulier, attirent l'attention d'Universal Records. En 1998 grâce aux ventes de Solja Rags (200 000) Ronald « Slim » Williams et Bryan « Baby » Williams signent un contrat de 30 millions de dollars avec Universal Records, Cash Money possède ainsi 85 % de ses royalties.
Entre 1998 et 2001, Cash Money compte 18 hit single au Billboard Top Five, et 11 albums certifiés platine et multi-platine, tous produit par le « producteur-maison » Mannie Fresh. La controverse arrive lorsque deux Hot Boys quittent le label après un désaccord financier avec le co-PDG Birdman. Mais le premier artiste qui quitta le label fut B.G., qui prétendait ne jamais avoir touché les royalties de chacun de ses albums depuis 2003 (royalties qui atteignaient plus de 3 millions de dollars). Le second artiste à quitter Cash Money Records fut Juvenile, qui n'avait reçu que la moitié de l'argent qu'il avait accumulé depuis quatre ans, et qu'il n'avait pas bien été payé pour son album quatre fois platine 400 Degreez. Juvenile fit trois procès simultanés au label, et demanda plus de 5 millions de dommages et intérêts. Les procès furent sans suites pour manque de preuves.

### Succès continu (2000–2012)

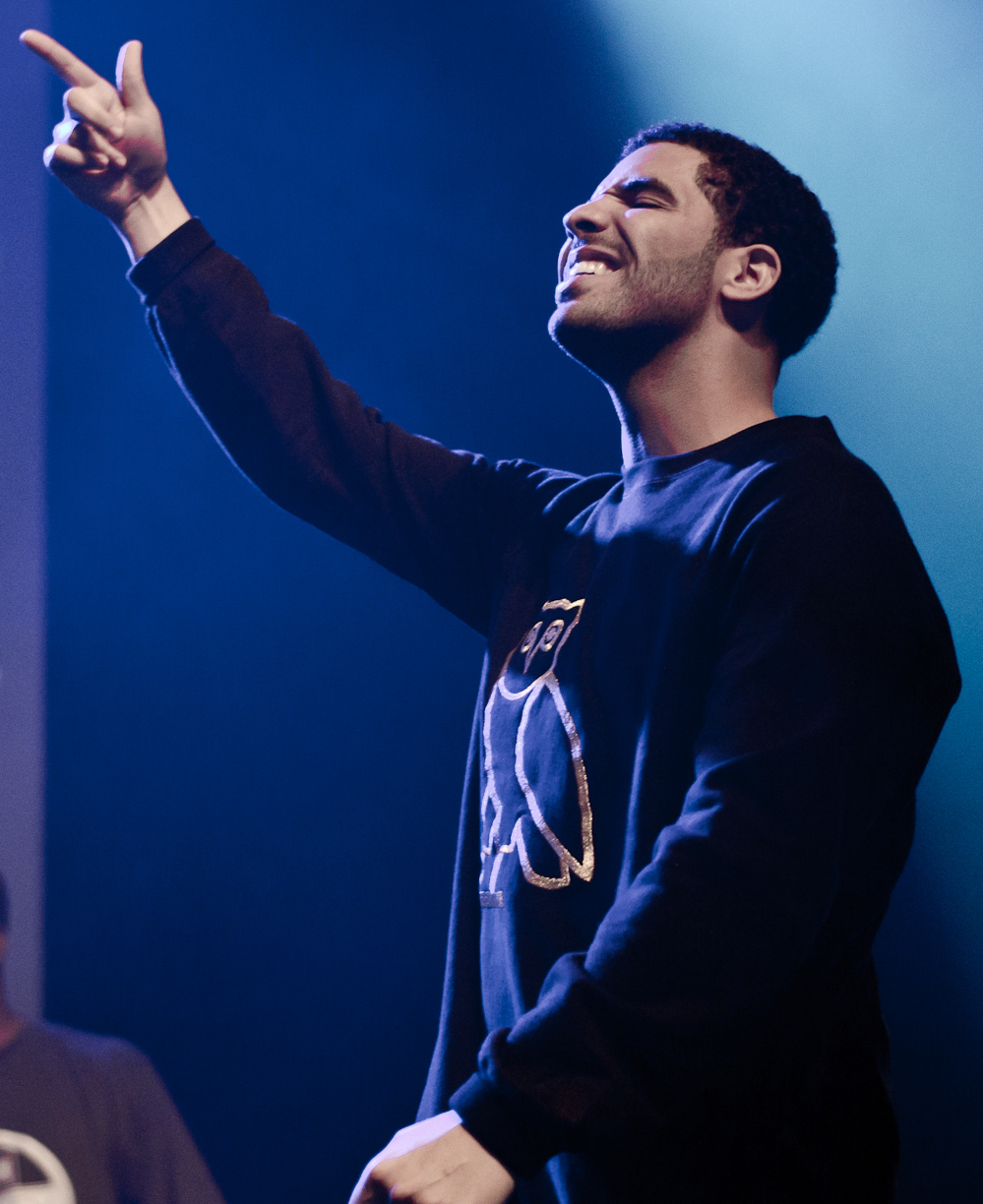
Drake signe au label en 2009 et publie Thank Me Later, Take Care et Nothing Was the Same.

Le succès du label s'étend dans tout le XXIe siècle. Entre 2001 et 2003, le label compte sept millions d'albums écoulés. La chanson Still Fly des Big Tymers est nommée pour deux Grammy Awards. Cependant, B.G. et Juvenile quittent le label en 2002, à cause de non-versements. En avril 2003, Juvenile revient au label pour un contrat de $4 million, et donne, en retour, les droits de Juve the Great, un album qui se vendra à plus d'un million d'exemplaires et qui contient le single Slow Motion qui atteindra le Billboard Hot 100. En 2007, l'ancien membre des Hot Boys, Lil Wayne, est nommé président de Cash Money Records et CEO de Young Money Entertainment, donnant le contrôle créatif intégral de tous les albums des deux labels. Un an plus tard, cependant, Lil Wayne ne redevient que président pour se consacrer à sa carrière, en particulier à Tha Carter III. En 2008, Lil Wayne signe de nouveau avec Cash Money, chez qui ses albums seront produits.
En septembre 2008, le label se diversifie en publiant le premier single à succès de Kevin Rudolf, Let It Rock en featuring avec Lil Wayne. Le 15 octobre 2008 aux MOBO Awards, le chanteur de RnB britannique Jay Sean annonce sa signature au label Cash Money Records,. En février 2009, les frères Williams participent à Newbos: The Rise of America's New Black Overclass, un documentaire recensant les multi-millionnaires noirs. Au début de 2009, l'ancien membre au label Roc-A-Fella Records Freeway signe avec le label. Le 16 août 2009, Bow Wow annonce aussi sa signature avec Cash Money Records.
La popularité de Cash Money Records s'améliore après la signature de Nicki Minaj et du rappeur canadien Drake. Le 5 août 2010, le groupe de production Cool & Dre signe avec Cash Money Records. Le groupe annonce la bonne nouvelle sur Twitter. Ils deviennent les producteurs signés chez Cash Money depuis Mannie Fresh,.
Le 19 août 2010, Birdman signe DJ Khaled au label, qui signe par la même occasion son label We the Best Music Group en tant que sous-division de Cash Money. Le 24 février 2012, Cash Money Records signe le groupe de nu metal Limp Bizkit. Wayne explique que le label était prêt à signer avec Ashanti.

### Rich Gang et dissension (depuis 2013)

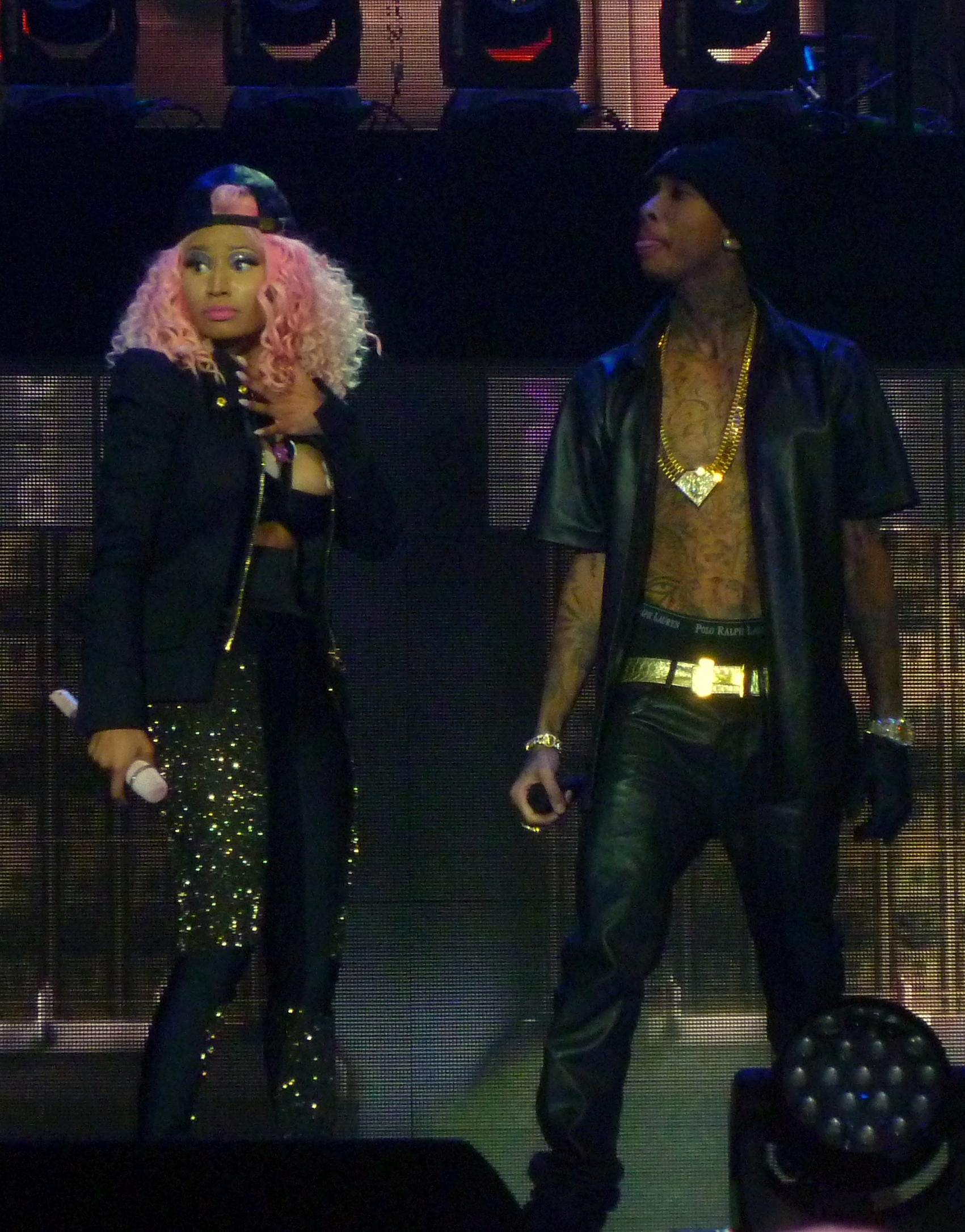
Nicki Minaj et Tyga signent au label à la fin des années 2000.

En février 2013, Birdman publie une compilation avec Cash Money et Young Money, intitulée Rich Gang: All Stars. Peu après, il annonce une compilation intitulée Rich Gang: Flashy Lifestyle prévue pour le 21 mai 2013 — elle fait participer les membres de Cash Money, Young Money, et d'autres collaborateurs. Le premier single du projet, Tapout, est publié le 19 mars 2013, et fait participer Lil Wayne, Future, Mack Maine, et Nicki Minaj, et est produit par Southside de 808 Mafia et TM88. Fly Rich en featuring avec Stevie J, Future, Tyga, Meek Mill et Mystikal est aussi publié comme single promotionnel.
La date de sortie de l'album est ensuite repoussée au 23 juillet 2013, et le titre est raccourci en Rich Gang. L'album est accueilli d'une manière mitigée par la presse spécialisée, et classé 7e du Billboard 200. Le 12 octobre 2013, Birdman annonce la signature du rappeur gangsta The Game, à Cash Money, ainsi que plusieurs autres rappeurs méconnus de la scène new-yorkaise. Le 11 décembre 2013, The Game clarifie par la suite ne pas avoir été officiellement signé chez Cash Money Records,.
Le 4 décembre 2014, seulement cinq jours avant la sortie de Tha Carter V, Wayne annonce que l'album ne sera pas publié à la date prévue,. Le 20 janvier 2015, Wayne auto-publie Sorry 4 the Wait 2, la suite de sa mixtape Sorry 4 the Wait publiée en 2011,pour compenser le retard de Tha Carter V,.

## Controverses
B.G. entre en conflit avec Birdman à cause d'une histoire d'argent, quitte le label[Quand ?]. Il publie alors Life After Cash Money, et clashe Birdman et Lil' Wayne sur ses autres albums. Il finit le diss avec de futurs projets commun. Juvenile eu un bref diss avec le rappeur Mystikal, mais finit le clash avec une collaboration sur l'album de Mystikal Tarantula. Le rappeur Gillie Da Kid, lance des rumeurs à propos de Lil' Wayne et Birdman, spécialement sur sa chanson Frontin' Like You're Daddy, une parodie du single Stuntin' Like My Daddy.
En 2011, Cash Money Records, Lil Wayne, Universal Music Group, et Young Money Entertainment attaquent Done Deal Enterprises en justice pour $15 millions, pour avoir volé la chanson BedRock de Lil Wayne. Début 2012, Drake attaque le rappeur de GOOD Music, Pusha T, qui répondra dans la chanson Exodus 23:1, le clash continuera avec la réponse de Lil Wayne, Goulish. Peu après, Mack Maine tentera de calmer le jeu pour éviter une « guerre » entre les labels.
En 2014, Lil Wayne intente un procès à Birdman lui reprochant de ne pas l'avoir payé suffisamment. Il lui réclame alors 51 millions ainsi que la possibilité de quitter cash money avec son propre label, Young Money Entertainment chez qui Drake et Nicki Minaj avaient signé. Le conflit s'éternise sur quatre ans mais en juin 2018, Universal annonce avoir verser la somme de 10 millions d'euros pour que Lil Wayne puisse quitter Cash Money Millionaires pour signer chez eux[réf. nécessaire].

## Membres

### Membres actuels
- Birdman
- Blueface[27]
- Chanel West Coast[28]
- Christina Milian
- Christopher Maurice Brown
- Gudda Gudda[29],[30]
- Jacquees[31]
- Jae Millz
- Juvenile
- Karine Hannah
- Lil Twist
- Mack Maine
- Derez De Shon
- Mattene
- Mavado
- Nicki Minaj
- PJ Morton[32]
- Paris Hilton
- Sarah Lenore[33]
- Savvy[34]
- Shanell
- Stafford Brothers
- Stephanie Acevedo
- Torion[35]
- T. Rone[36]
- Veronica V[37]

### Producteurs
- The Avengerz
- Bangladesh
- The Beat Bully[38]
- Cool & Dre[39]
- Detail
- DJ Nasty & LVM[40]
- London on da Track
- Slimeofficial
- Mr. Beatz[41]
- The Olympicks[42],[43]
- RedOne
- The Renegades[44]
- Sap[45]